# Ratečevo Brdo
Ratečevo Brdo – wieś w Słowenii, w gminie Ilirska Bistrica. W 2018 roku liczyła 39 mieszkańców.